# 花岡一雄
花岡 一雄（はなおか かずお、 1946年1月14日 - ）は、日本の医学者。学位は、医学博士（東京大学）。東京大学名誉教授。JR東京総合病院病院長及び名誉院長を歴任し、現在東邦大学医療センター佐倉病院麻酔科客員教授、東京八重洲クリニックのペインクリニック内科勤務。

## 人物
佃煮の製造業を営む父と小学校教員の母のもとに広島県尾道市で生まれる。尾道市立久保小学校を経て、1964年に広島大学附属福山中学校・高等学校を卒業後、東京大学理科三類に入学。1971年に東京大学医学部を卒業し、1974年エール大学麻酔科レジデント・ポストドクトラルフェローになる。その後帰国し、東京大学附属病院目白台分院助教授を経て、1991年東京大学医学部麻酔学教授に着任する。附属病院でのペインクリニック診療に力を入れ拡充させた。東京大学の定年後、2005年にはJR東京総合病院院長となり、、麻酔科外来で診療開始、数年後名誉院長として診療に力を入れ麻酔科痛みセンターと外来を改称し、こちらも拡充させた。2006年6月東京大学名誉教授。しかし2019年に発生し、その後世界中で蔓延したCOVID19パンデミックで、外出控えによりJR東日本が累積赤字を計上した事で、コストの掛かる附属病院の上級医師の解雇と、薬剤代金等が高額な為による赤字の“麻酔科痛みセンター”の廃止に踏切り、東京八重洲クリニックでのペインクリニック内科で診療に当たった。
慢性疼痛患者の治療を専門としており、2001年に日本麻酔科学会理事長、2006年には日本ペインクリニック学会代表理事を務めた。

## 略歴
- 1964年 - 広島大学附属福山高等学校 卒業
- 1971年 - 東京大学医学部 卒業
- 1979年 - 東京大学　医学博士　論文の題は「The relative contribution of direct and supraspinal descending effects upon spinal mechanisms of morphine analgesia (モルフィン鎮痛の脊髄機構に対する直接作用と脳幹部からの下行性影響」[3]。
- 1991年 - 東京大学医学部麻酔学教授
- 2005年 - JR東京総合病院院長
- 2006年 - 東京大学名誉教授
- 2001年 - 日本麻酔科学会理事長
- 2006年 - 日本ペインクリニック学会代表理事
- 2012年 ｰ JR東京総合病院名誉院長
- 2021年 ｰ JR東京総合病院で、JR東日本がCOBIDｰ19の流行による損失赤字により、JR東日本がJR病院の医師のリストラを実行の為、退職を余儀なくされ､東京八重洲クリニックで、JR東京総合病院の麻酔科痛みセンターで、外来診療を行っていた時の同僚医師と共に、診療を行っている。

## 著書
- 「術後痛」 - 克誠堂(単著)
- 「痛みのマネジメントupdate−基礎知識から緩和ケアまで (日本医師会生涯教育シリーズ)」 - メジカルビュー社(共著)
- 「麻酔生理学―麻酔に携わるすべての医師のために」 - 真興交易医書出版部(単著)
- 「小外科手術のための局所麻酔」 - 克誠堂(単著)
- 「疼痛コントロールのABC (日本医師会生涯教育シリーズ)」 - 日本医師会(共著)
- 「ペインクリニック 35別冊春号―痛みの専門誌 痛みとリハビリテーション」 - 真興交易医書出版部(単著)
- 「癌性疼痛 (FOR PROFESSIONAL ANESTHESIOLOGISTS)」 - 克誠堂出版(単著)
- 「実践 救急医療 (日本医師会生涯教育シリーズ)」 - 日本医師会(共著)
- 「癌はもう痛くない ペイン・クリニックはここまできた (祥伝社新書)」 - 祥伝社(単著)